# Famille de Ternier
La famille de Ternier (ou Terny) est un lignage noble originaire de Ternier (aujourd'hui Saint-Julien-en-Genevois), dans le comté de Genève, mentionné au début du XIIe siècle et éteinte en 1418. Il s'agit d'une des grandes familles vassales des comtes de Genève.
Un vieux dictons indique : « Terny (Ternier), Viry, Compey sont les meillous maisons du Genevey, Salenove (Sallanuvaz) e Menton ne les craignons/cedons pas d'un bouton »,,,.

## Histoire
La première mention d'un noble de la famille de Ternier est Hugues, probablement un baron du comté de Genève, qui dans un acte de 1113 est témoin pour une reconnaissance de l'évêque de Genève, Guy de Faucigny. Il teste notamment pour son souverain, le comte de Genève, Aymon Ier de Genève, lors du traité de Seyssel de 1224. Il est à nouveau témoin pour un accord passé entre l'évêque de Genève, Humbert de Grammont, et le comte Aimon de Genève. Les différents actes de la période indiquent que la famille de Ternier est vassale des comtes de Genève. Leur résidence principale est le Château de La Poype. Il semble que Hugues soit peut être l'avoué du prieuré Saint-Victor de Genève.
Dans un acte de donation, publié entre 1197 et 1201, Pierre de Ternier est mentionné comme oncle du comte Humbert. Il accorde ses droits de pâturage aux moines de la chartreuse d'Oujon, dans le Jura (aujourd'hui sur la commune d'Arzier-Le Muids).
Girard de Ternier s'engagent pour mille sous pour le comte de Genève Guillaume II, lors du traité de Desingy en 1219. Il est l'arbitre dans le conflit opposant le comte Guillaume II de Genève à  Aymon de Faucigny en 1225,,. On le retrouve dans le traité de paix entre les deux seigneurs de 1229 .
À partir du XIIIe siècle et du siècle suivants, les documents devenant plus nombreux, on découvre que les possessions des seigneurs de Ternier ne comprend qu'une partie de la seigneurie de Ternier, ainsi que des fierfs dans le comté, mais aussi en pays de Gex. Bien que vassaux des comtes de Genève, ils possèdent des biens issus des maisons de Savoie, Faucigny et de Gex.
En 1266, un différend grave l'oppose à Henri, évêque de Genève et prieur de Saint-Victor, menant à une sentence arbitrale,. Le damoiseau est ainsi accusé d'avoir causé des « à l'église de Genève et audit prieuré », avec « en prise d'animaux, incendie et destruction de maisons, et même en affreuse tuerie d'hommes, capture, mise à rançon et spoliation », notamment « de prêtres et de clercs »,. Le seigneur est excommunié jusqu'à la sentence où il donne en hommage-lige son fils à l'évêque, doit rendre les biens mal acquis et jurer protection à l'évêque,.
Au XIVe siècle, les Ternier obtiennent le « molard » de Meler ou Meillé (Meslier, Meiller, Millier), qui correspond à La Bâtie-Meillé ou La Bastie (aujourd'hui la commune de Lancy), à côté de Genève. Ils font construire sur un promontoire de la rive gauche de l'Arve, qui vient se jeter à cet endroit dans le Rhône, un « fort ou bastie », leur permettant de contrôler la route vers Genève,. Dans le conflit opposant les comtes de Genève à ceux de Savoie, le seigneur Girard de Ternier empêche le comte Édouard de Savoie de passer avec son armée par le pont au-dessus de l'Arve en l'abattant.
La branche principale de Ternier s'est éteinte en 1418 avec Gérard ou Girard III (v.1350-1418), sans héritier,,. Ses biens passent à la famille de Montchenu-Ternier,,. Ce dernier fait partie des seigneurs qui accompagne le comte de Savoie Amédée VI dans l'expédition en 1366, parfois considérée comme une croisade, pour libérer le cousin du comte, Jean V Paléologue, empereur de Constantinople. Il semble suffisamment proche du comte puis duc de Savoie Amédée VIII pour être fait chevalier du collier de l'Annonciade,.

Il obtient en 1393, avec la disparition de la maison de Genève, la charge du château comtal de Ternier. Cet acte marque la fusion des deux châteaux pour la première fois de l'histoire,. Il entreprend de nombreux travaux pour aménager les deux châteaux. À sa mort, le château comtal de Ternier revient au duc de Savoie et celui de La Poype à Richard de Montchenu. Ce dernier est son neveu.

## Héraldique
| Armes de Ternier | Les armes de la famille de Ternier se blasonnent ainsi : D'or à trois pals d'azur,. |

## Membres de la famille et branches cadettes

### Personnalités
La liste présente les membres de la famille de Ternier ayant été mentionnés dans les actes publiés du Régeste genevois (1866), nombreux sont témoins pour les comtes de Genève, leurs suzerains, voire comme chanoine au chapitre de Genève :
- Hugues, l'un des barons du comte de Genève[3], mentionné en 1113 et après 1124[ReG 1],[ReG 3] ;
- Aimon, l'un des barones du comté, mentionné en 1120 et 1135[ReG 10], en 1137[ReG 11] ;
- Armann, en 1137[ReG 11]
- Pierre, mentionné comme chevalier dans un acte publié entre 1179-1185[ReG 12], accord en 1179[ReG 13], jurant sur des reliques en 1188[ReG 14], oncle du comte Humbert entre 1197-1201[ReG 4] ;
- Guillaume, son fils, chanoine de Genève en 1188[ReG 14] donne sa part d"héritage au chapitre de Genève[ReG 15] ;
- Falco et Willelme, chanoine de Genève en 1191[ReG 16] ;
- Girard, mentionné en 1201 dans un acte de contestation l'opposant à au prieur de Saint-Victor, petit-fils d'Aimon[ReG 17], arbitre en 1225[ReG 6],[ReG 7], 1229[ReG 8] ;
- Pierre, en 1219[ReG 5] ;
- Le chevalier Ramus et ses fils Girard, Pierre et Guillaume, cèdent des droits au prieuré de Saint-Victor de Genève en 1264[ReG 18] ;
- Le damoiseau Girard, son fils, mentionné en 1266[ReG 9] ;
- Le damoiseau Jean, sentence arbitrale de 1286 l'opposant au doyen d'Aubonne[ReG 19] ;
- le damoiseau Pierre, fils de Girard, mentionné en 1288 dans un accord de réparation avec l'évêque de Genève[ReG 20], mentionné comme chevalier à partir de 1293[ReG 21] ;
- Jaquéte, mentionnée comme abbesse de Bonlieu[ReG 22].
- Gérard / Girard III, chevalier du collier de l'Annonciade, dernier membre vivant de la famille[7],[8]

### Branche cadette
- La famille de Montfort (selon Amédée de Foras), elle porte notamment les mêmes armes : Palé d’or et d’azur[13],[14],[8].
- La famille de Duin (selon Félix Bernard qui parle de « Ternier dits Duin »)[15].

## Titres et possessions
Les Ternier ont possédé les châteaux suivants :
- Château de La Poype[7], dont ils sont originaires ;
- Château du Châtelard (Feigères)[7],[8] ;
- Château de Beaumont[7] ;
- Château d'Ogny (Saint-Julien-en-Genevois), avant 1339 à 1396[7],[16] ;
- Château de Troche, en 1354 (Douvaine)[7] ;
- Château de Pontverre (Lovagny)[7], sur la rive gauche du Fier ;
- Château de Ternier (Saint-Julien-en-Genevois)[7] ;
- Château du Vuache (Vulbens)[7] ;
- Château de Pierre (Pays de Gex)[7] ;
- Château de La Bâtie-Meillé (Meslier, Meiller, Millier, à côté de Genève)[7],[6] ;

Auxquels on peut ajouter, le titre de seigneurs de Gaillard, de Truaz, de Belmont, d'Augnier, Passy en Genevois et en Chablais ; seigneurs de la Jonchère, en Valais.
Girard de Ternier est bailli de Faucigny, pour l'année 1341.
- Bérard de  Ternier est châtelain de La Corbière (1343-1345)[18] et receveur des prés et des vignes pour le château de Ternier en 1331-1347[19].

#### Régeste genevois
Actes publiés dans le Régeste genevois (1866), que l'on peut consulter en ligne dans le Répertoire chronologique des sources sur le site digi-archives.org de la Fondation des Archives historiques de l'Abbaye de Saint-Maurice (Suisse) :
1. 1 2  Acte de l'année 1113 (REG 0/0/1/252).
2. ↑  Acte de l'année 1124 (REG 0/0/1/267).
3. 1 2  Acte entre 1125 et 1128 (REG 0/0/1/268).
4. 1 2 3  Acte entre 1197 et 1201 (REG 0/0/1/477).
5. 1 2  Acte du 10 octobre 1219 (REG 0/0/1/574).
6. 1 2  Acte du 10 mai 1225 (REG 0/0/1/613).
7. 1 2  Acte du 20 juillet 1225 (REG 0/0/1/618).
8. 1 2  Traité du 24 mars 1229 (REG 0/0/1/643).
9. 1 2 3 4  Acte du 5 mai 1266 (REG 0/0/1/997).
10. ↑  Accord entre 1120 et 1135 (REG 0/0/1/269).
11. 1 2  Acte du 2 juillet 1137 (REG 0/0/1/290).
12. ↑  Acte entre 1179 et 1185 (REG 0/0/1/409).
13. ↑  Acte de l'année 1179 (REG 0/0/1/415).
14. 1 2  Acte de février 1188 (REG 0/0/1/444).
15. ↑  Acte du 2 novembre 1222 (REG 0/0/1/598).
16. ↑  Acte du 11 avril 1191 (REG 0/0/1/454).
17. ↑  Acte du 24 juin 1201 (REG 0/0/1/478).
18. ↑  Acte du 5 décembre 1264 (REG 0/0/1/981).
19. ↑  Acte du 8 juillet 1286 (REG 0/0/1/1242).
20. ↑  Acte du 2 avril 1288 (REG 0/0/1/1262).
21. ↑  Acte du 10 décembre 1293 (REG 0/0/1/1386).
22. ↑  Acte de juin 1310 (REG 0/0/1/1658).

#### Autres références
1. ↑  Jean-Louis Grillet, Dictionnaire historique, littéraire et statistique des départements du Mont-Blanc et du Léman, contenant l'histoire ancienne et moderne de la Savoie, vol. 3, t. 2, Chambéry, J.F. Puthod, 1807, p. 28 (vol. III). (lire en ligne)
2. ↑  Léon Menabrea, Des origines féodales dans les Alpes occidentales, Imprimerie royale, 1865, 596 p., p. 279.
3. 1 2 3 4 5 6 7  Histoire des communes savoyardes 1981, p. 467, « Les Seigneurs de Ternier ».
4. ↑  Abel Jacquet, Sur le versant du Salève : la chartreuse de Pomier. D'après le manuscrit d'André Folliet, Annecy, Académie salésienne, 1980, 210 p. (lire en ligne), p. 7
5. 1 2 3 4 5 6 7 8 9 10 11  Histoire des communes savoyardes 1981, p. 468, « Les Seigneurs de Ternier ».
6. 1 2  Dominique Zumkeller, « Bâtie, La » dans le Dictionnaire historique de la Suisse en ligne, version du 4 novembre 2004.
7. 1 2 3 4 5 6 7 8 9 10 11 12 13 14  Matthieu de la Corbière, « Ternier (de) » dans le Dictionnaire historique de la Suisse en ligne.
8. 1 2 3 4 5  [PDF] Bernard Hauert, « Le château de Montfort », sur site de La Salévienne - la-salevienne.org, août-octobre (consulté le 11 juin 2016), p. 36.
9. 1 2 3 4 5  Histoire des communes savoyardes 1981, p. 469, « Les Seigneurs de Ternier ».
10. ↑  Louis Blondel, Châteaux de l'ancien diocèse de Genève, p. 159, in Mémoires et documents publiés par la Société d'Histoire et d'Archéologie de Genève, tome 7, Alexandre Jullien Libraire, Genève, 1956.
11. ↑  Foras, p. V5 - pp. 510-520.
12. ↑  Guichonnet85, p. 89-90.
13. ↑  Foras, p. V4 - pp.109-120.
14. ↑  Louis Blondel, Châteaux de l'ancien diocèse de Genève, p. 163, in Mémoires et documents publiés par la Société d'Histoire et d'Archéologie de Genève, tome 7, Alexandre Jullien Libraire, Genève, 1956.
15. ↑  Félix Bernard, L'Abbaye de Tamié, ses granges (1132-1793), Imprimerie Allier, 1967, « La guerre des deux Bourgogne et l’intervention de Saint Bernard provoquent la fondation de Tamié  et la naissance de la ville d’Annecy-le-Neuf », p. 162.
16. ↑  Coralie De Sousa, « Châteaux d'Ogny », sur Mémoire Alpine, la Base de données de l'écomusée PAYSALP, 2013 (consulté le 11 juin 2015).
17. ↑  Jean-Marie Lavorel (1846-1926), « Cluses et le Faucigny », Mémoires & documents publiés par l'Académie salésienne, no 11,‎ 1888, p. 213-216 (lire en ligne).
18. ↑  « SA - Comptes des châtellenies, des subsides, des revenus et des judicatures > Niveaux de description inférieurs > Corbière », sur le site des Archives départementales de la Savoie - enligne.savoie-archives.fr, p. 3.
19. ↑  [PDF] Nicolas Payraud, « Châteaux, espace et société en Dauphiné et en Savoie du milieu du XIIIe siècle à la fin du XVe siècle », HAL - Archives ouvertes, no tel-00998263,‎ 2009, p. 671-682, Annexe 11 (lire en ligne) extrait de sa Thèse de doctorat d'Histoire dirigée par  Etienne Hubert, Université Lumière-Lyon-II (lire en ligne).